# Joe Tandy
Joe Tandy, född den 1 januari 1983 i Bedford, England, död den 13 maj 2009 i var en brittisk racerförare och stallägare.

## Racingkarriär
Tandy vann Formula Palmer Audi 2005, och var en av de sex nominerade förarna för McLaren Autosport BRDC Award, men han vann inte priset. Han startade därefter Joe Tandy Racing, där han var stallchef åt sin yngre bror Nick Tandy i formel Ford och formel 3. Nick blev trea i brittiska formel Ford 2007 och sedan nia i brittiska formel 3 2008. Efter en framgångsrik start på 2009 års säsong dödskraschade Tandy, när han och hans flickväns bror kolliderade med en van på en landsväg. Tandy dog omedelbart, och passageraren dog dagen därpå av sina skador. Teamet drevs vidare efter hans död, då en talesperson för teamet sade att det var vad Joe hade velat.